# Midden-Groninga
Midden-Groningen es un municipio de la provincia de Groninga al norte de los Países Bajos, creado el 1 de enero de 2018 por la fusión de tres antiguos municipios: Hoogezand-Sappemeer, Slochteren y Menterwolde.
Situado en la línea ferroviaria Groninga-Nieuweschans, hay cinco estaciones dentro del municipio: Kropswolde, Martenshoek, Hoogezand-Sappemeer, Sappemeer Oost y Zuidbroek. 

## Galería

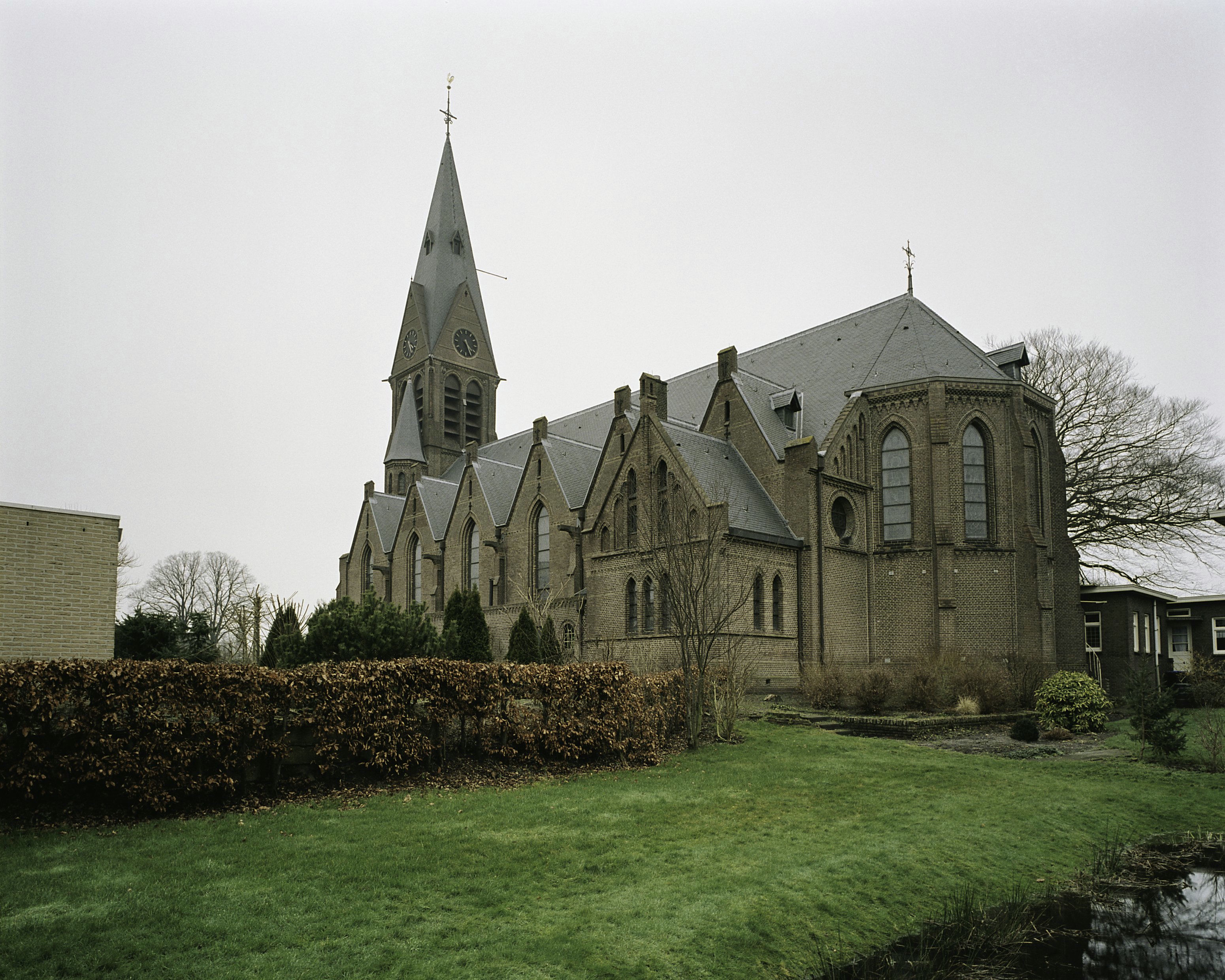
Iglesia católica de San Willibrordo en Sappemeer, siglo XIX.
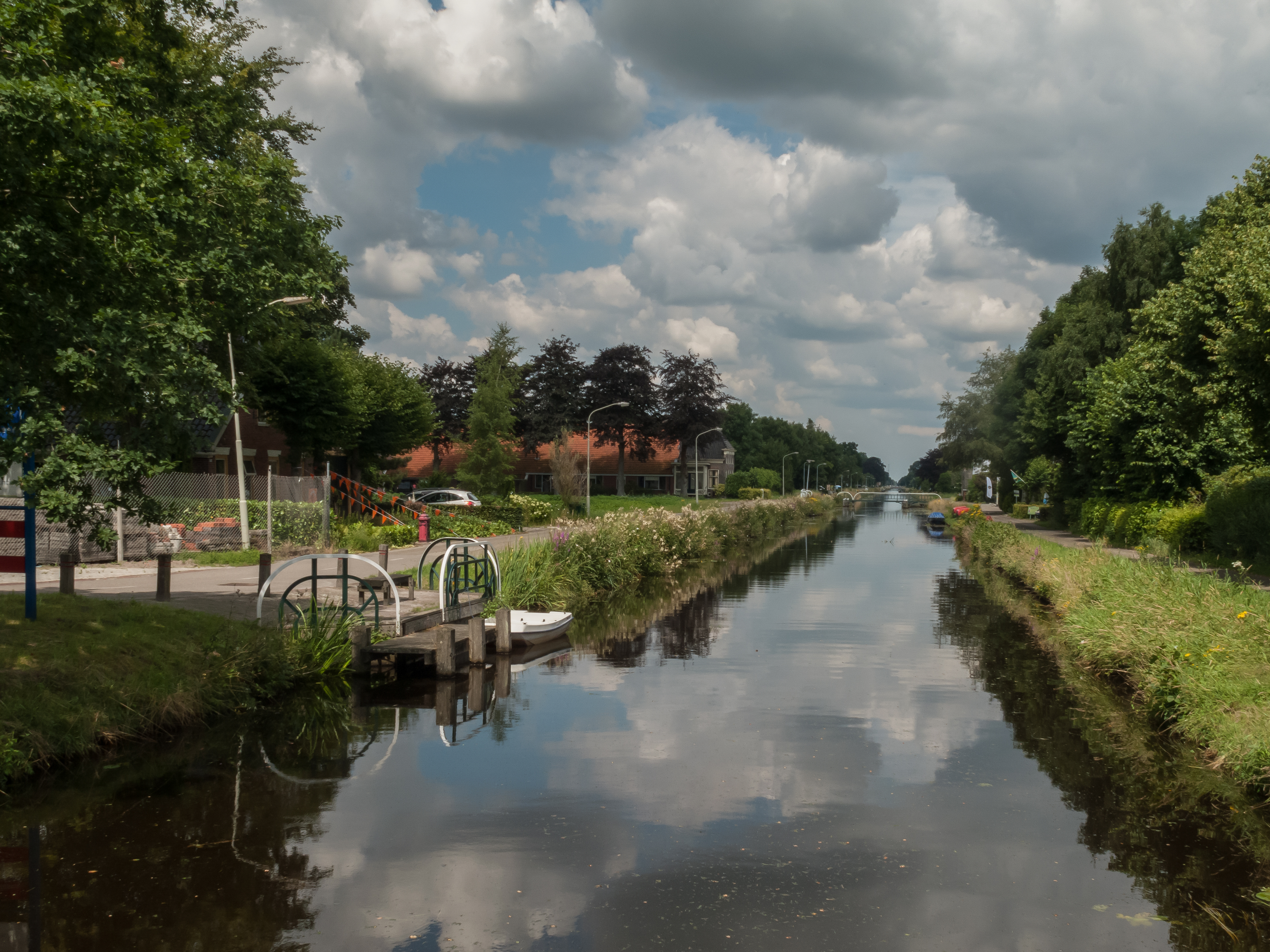
Kiel-Windeweer, vista de la aldea de Bovensteklap.
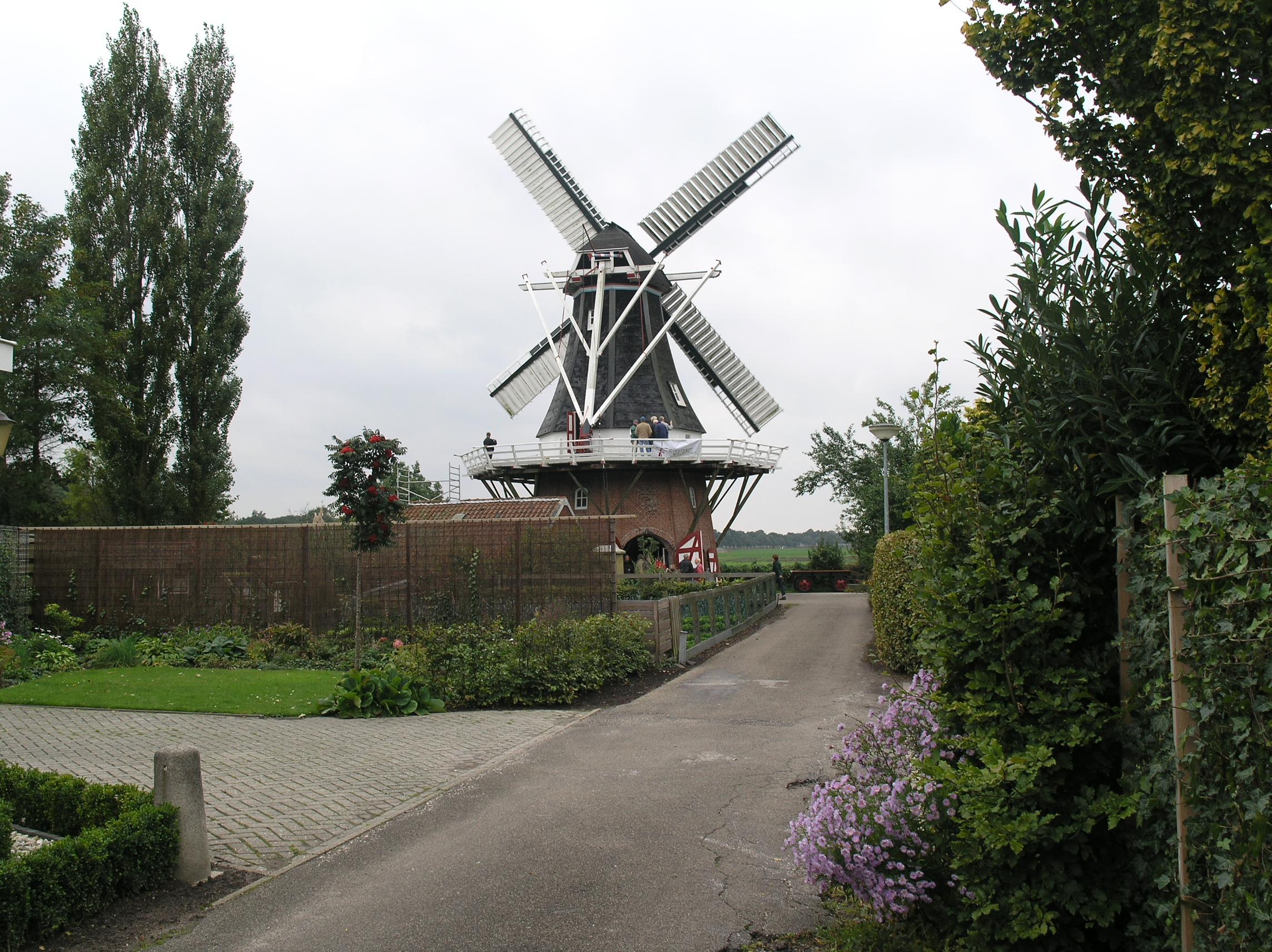
Molino de viento en Noordbroek, Menterwolde.
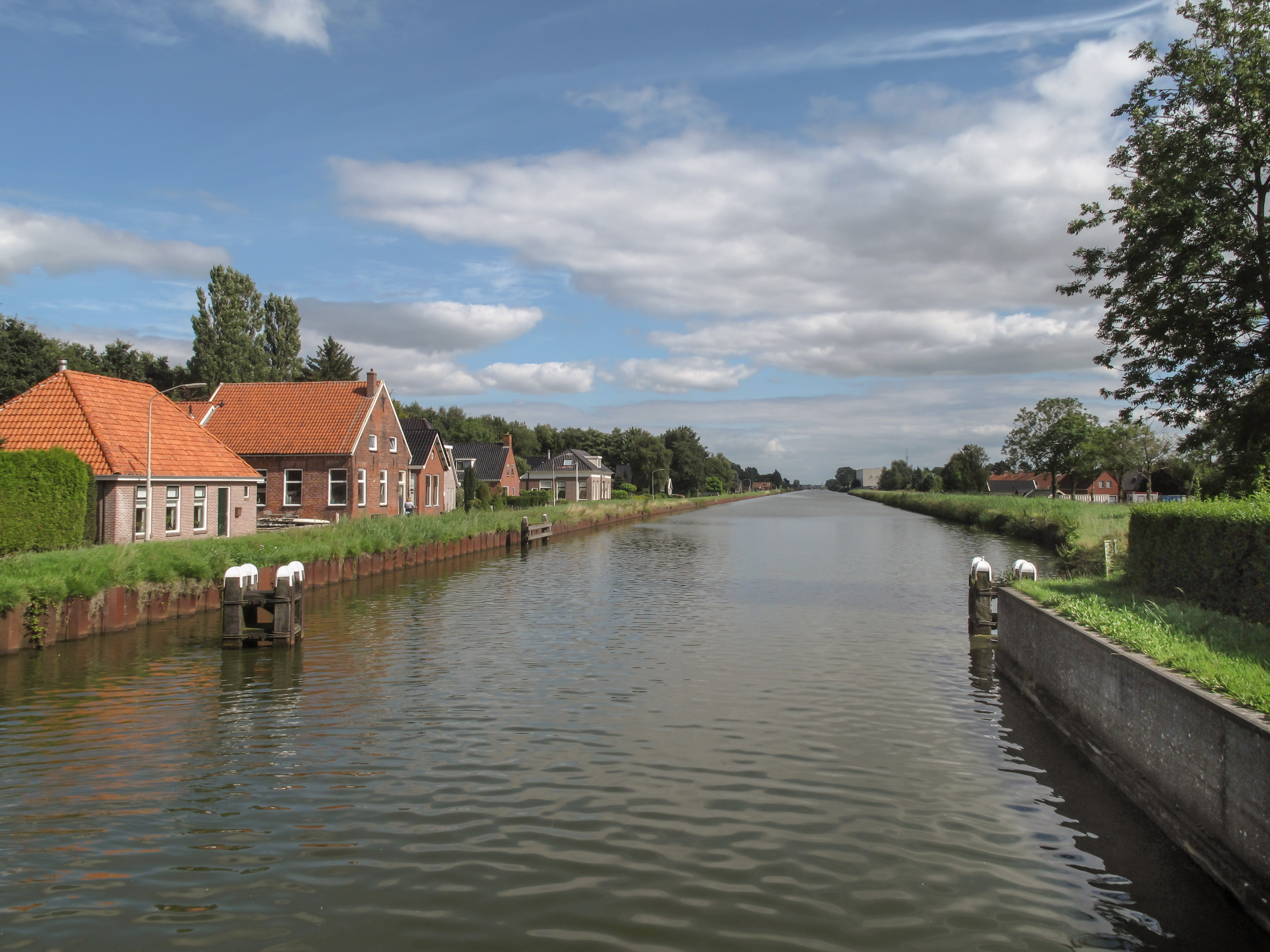
Zuidbroek, el canal: het Winschoterdiep.
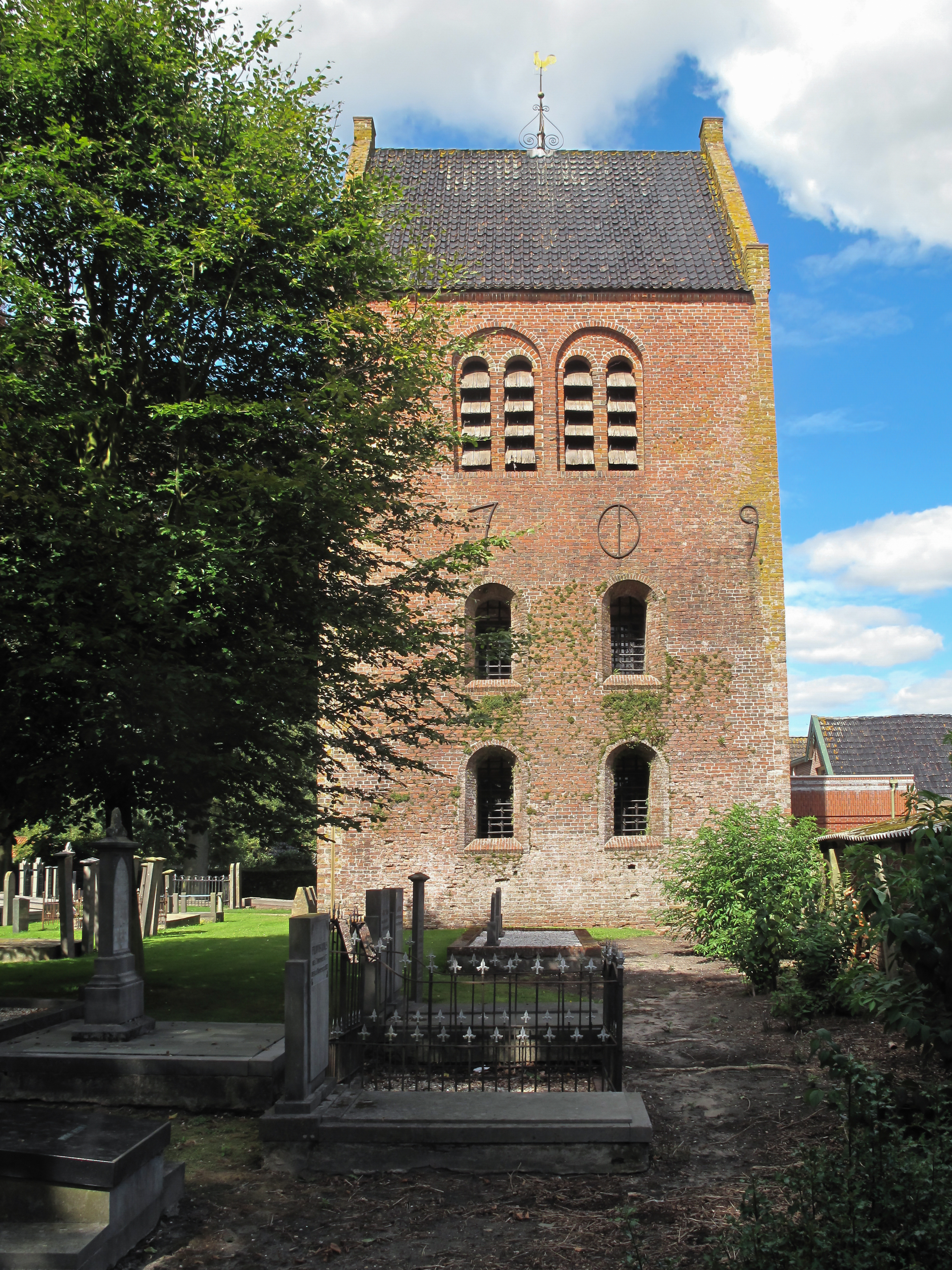
Zuidbroek, la torre del reloj de la iglesia protestante.
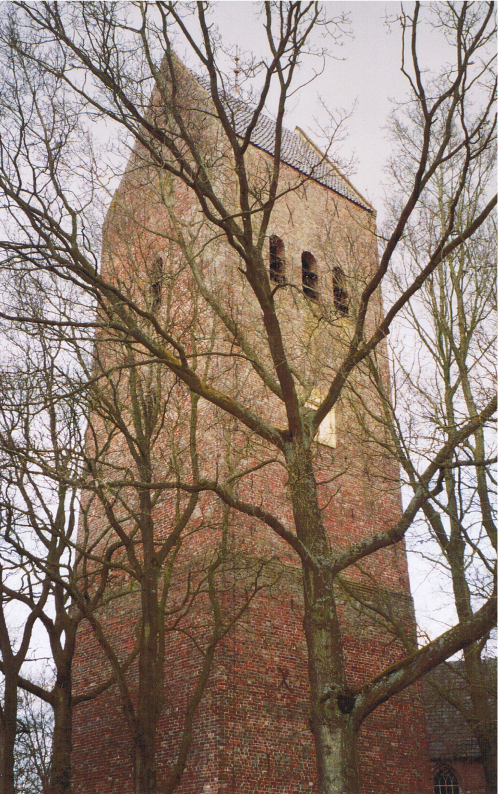
Torre de la iglesia reformada de Slochteren.